# Baincthun
 Baincthun  es una población y comuna francesa, situada en la región de Norte-Paso de Calais, departamento de Paso de Calais, en el distrito de Boulogne-sur-Mer y cantón de Boulogne-sur-Mer-Sud.

## Demografía
| 1049 | 1082 | 1071 | 1087 | 1147 | 1207 |
| Para los censos de 1962 a 1999 la población legal corresponde a la población sin duplicidades (Fuente: INSEE [Consultar]) |      |      |      |      |      |